# 长足总科
长足总科（學名： Stoliczka, 1868 (1847)）是囊舌總目腹足纲软体动物之下的一個總科，其物種皆為有殼物種，佔所有物種的20%，皆以蕨藻屬（Caulerpa）這種藻類為食。
舊屬背楯亞目。

## 分類

### 2010年分類
本總科被歸到泛有肺類去。

### 2017年分類
根據2017年年尾發表的《布歇特等人的腹足類分類》，筒柱螺總科與本總科合併，筒柱螺科成為本總科的成員。

### 科
长足总科包括下列四個科。
- 筒柱螺科 Cylindrobullidae Thiele, 1931：2017年尾開始成為本總科的成員[4]。
- 珠綠螺科 Juliidae E. A. Smith, 1885[6]
- 长足科 Oxynoidae Stoliczka, 1868 (1847)
- 圆卷螺科 Volvatellidae Pilsbry, 1895